# 赤柴八重蔵
赤柴 八重蔵（あかしば やえぞう、1892年（明治25年）6月18日 - 1977年（昭和52年）1月9日）は、日本の陸軍軍人。最終階級は陸軍中将。旧姓・寺田。

## 経歴
本籍新潟県。寺田弥蔵の二男として生まれ、赤柴幾太郎陸軍大佐の養子となる。姫路中学校（現兵庫県立姫路西高等学校）、大阪陸軍地方幼年学校、中央幼年学校を経て、1912年（明治45年）5月、陸軍士官学校（24期）を卒業。同年12月、歩兵少尉任官、歩兵第40連隊付となる。朝鮮臨時派遣歩兵第2大隊付などを経て、1925年（大正14年）11月、陸軍大学校（37期）を卒業。
歩兵第80連隊中隊長、陸士教官、第1師団参謀、陸軍省人事局付、人事局課員、欧州出張などを経て、1936年（昭和11年）8月、陸軍大佐に昇進し陸士付となる。1937年（昭和12年）7月、歩兵第10連隊長となり日中戦争に従軍し、徐州会戦に参加した。1938年（昭和13年）3月から4月7日までの間、台児荘の戦いに参加した、上級司令部の状況判断の過ちから台児荘において数倍の敵軍に包囲され、全滅寸前の苦戦を強いられる。陸士生徒隊長を経て、1939年（昭和14年）3月、陸軍少将に進級。陸士幹事を経て、1941年（昭和16年）10月、陸軍中将となり第25師団長に親補され満州に駐屯した。
1943年（昭和18年）10月、近衛第1師団長に発令。さらに第53軍司令官となり伊勢原で本土決戦に備えたが終戦を迎えた。1945年（昭和20年）12月に予備役編入となり、翌年3月まで東京復員監部東京支部長に在任。
1947年（昭和22年）11月28日、公職追放仮指定を受けた。

## 栄典
位階
- 1913年（大正2年）2月20日 - 正八位[5]

勲章
- 1945年（昭和20年）1月25日 - 勲一等瑞宝章[6]

## 伝記
- 赤柴元五郎『赤柴八重蔵追悼録』1977年。

## 親族
- 義父 石原廬（陸軍少将）[1]